# Eugnathogobius illotus
Eugnathogobius illotus е вид лъчеперка от семейство Попчеви (Gobiidae).

## Разпространение
Видът е разпространен в солените и сладки води на Сингапур, Тайланд, Бруней и Филипините.